# Alkanna pindicola
Alkanna pindicola är en strävbladig växtart som beskrevs av Heinrich Carl Haussknecht. Alkanna pindicola ingår i släktet Alkanna och familjen strävbladiga växter. Inga underarter finns listade i Catalogue of Life.